# سياسات بيئة العمل
سياسة مكان العمل أو سياسة بيئة العمل هي التفاعلات البشرية التي تتعلق بالقوة والسلطة المؤثرة على تصرفاتهم وسير العمل. [بحاجة لمصدر أفضل] وهي أيضًا أداة لتقييم القدرة على أداء العمل ولتحقيق التوازن بين وجهات النظر المتنوعة للأطراف المعنية. [بحاجة لمصدر] ويطلق عليها ايضاً سياسة المكتب والسياسة التنظيمية. فهذه السياسة تتضمن استخدام القوة والعلاقات الاجتماعية داخل مكان العمل لتحقيق التغييرات التي تفيد المنظمة أو أفردها.[بحاجة لمصدر] ويمكن أن تكون "السياسة التنظيمية" هي سلوكيات تخدم المصلحة الشخصية "فيستخدمها الموظفون لزيادة فرصة للحصول على مصالح أكبر في المنظمات". قد يهتم الأفراد بتحصيل المصالح الشخصية بغض النظر عن أثرها على المنظمة نفسها. قد تشمل بعض المزايا الشخصية ما يلي:
- الوصول إلى الأصول الملموسة.
- أو الفوائد غير الملموسة مثل المنصب.
- السلطة الزائفة التي تؤثر على سلوك الآخرين.

«السياسة الإيجابية» هي سلوكيات مصممة للتأثير على الآخرين بهدف مساعدة كل من المنظمة والشخص الذي يطبق هذه السياسة. من نتائج السياسة الإيجابية للشخص: إعطاء وجاهة، ونشر إنجازات الشخص، والتطوع، وسماع الإطراء من الآخرين. من ناحية أخرى، يمكن للسياسة التنظيمية أن تزيد من الكفاءة، [بحاجة لمصدر] تكوين علاقات شخصية، وتسريع وتيرة العمل والتغيير، وتفيد المنظمة وأعضائها في أن واحد. [بحاجة لمصدر] قد يؤثر كل من الأفراد والجماعات على سياسات بيئة العمل والتي يمكن أن تكون مدمرة للغاية، حيث يركز الناس على مكاسبهم الشخصية على حساب المنظمة. «يمكن للأعمال المبنية على النفوذ التي تخدم المصلحة الشخصية أن تؤثر سلبًا على المجموعات الاجتماعية، والتعاون، ومشاركة المعلومات، والعديد من الوظائف التنظيمية الأخرى.»  وبالتالي من الضروري الانتباه إلى السياسة التنظيمية وخلق المشهد التنظيمي الصحيح.[بحاجة لمصدر] تم تصميم السياسات السلبية لتحقيق مكاسب شخصية على حساب الآخرين والمنظمة. من أمثلة السياسات السلبية نشر الشائعات، والتحدث من وراء ظهر شخص ما، وعدم إخبار الشخص بمعلومات مهمة. «السياسة/ السلطة هي مادة تزليق لتسهيل حركة الناقل الداخلي لمنظمتك.»  وقد وصف جون إلدريد السياسة بأنها «ببساطة كيفية عمل السلطة بشكل عملي وعلى أساس يومي.» 
حدد عالم النفس أوليفر جيمس سمات الشخصيات الثلاثية المظلمة (السيكوباتية والنرجسية والميكافيلية) باعتبارها ذات أهمية كبيرة في فهم سياسة بيئة العمل

## المشهد السياسي
المشهد السياسي/ التنظيمي عبارة عن مجموعة من التسلسلات الهرمية التي تربط اللاعبين السياسيين (العاملين) معًا. بعبارة أخرى، المشهد السياسي هو ما يحدد شكل العلاقات بين الزملاء في وقت معين. تبدأ صياغة هذا المشهد من قادة المنظمة الذين يؤثرون على التسلسل الهرمي الرسمي؛ فالتسلسل الهرمي الرسمي يحدد تسلسل تسليم التقارير ويشير إلى الشكل التنظيمي للمنظمة كما يلزم. تعتمد التسلسلات الهرمية التنظيمية، لكل عضو مع مسؤولياته الخاصة، على العديد من عوامل للمنظمة. ومن هذه العوامل المذكورة: الأهداف التنظيمية، حجم المنظمة، عدد الموارد المتاحة، ونوع القادة في المنظمة. سيتغير المشهد التنظيمي في كل مرة يتم فيها إدخال أفراد إلى المزيج التنظيمي. بالإضافة إلى أنه أثناء العمل معًا، سيتم إنشاء تنظيمات غير رسمية بين العاملين. لكن الرابط الأساسي بين الأفراد على المشهد التنظيمي هو الوصول إلى المعلومات وتناقلها فيما بينهم.
يمكن تحديد هذا التسلسل الهرمي وتوضيحه من خلال إعطاء قيمة رقمية للعلاقات، أي قيمة الموظف يعبرعنها برقم، وكل علاقة مع موظف آخر يعبر عنها برقم. مجموع هذه القيم يحدد ما هو مكان الموظف في التسلسل الهرمي. الأمر الذي له النتائج كبيرة، وهكذا يدرك الناس بسهولة من هو المدير، ومن هو مصدر المعلومات الحقيقي، ومن يعرف كل الإشاعات في المكتب. فمعرفة التسلسل الهرمي تساعد في معرفة ما هو المكان الذي يناسب الموظف في هذا المشهد وما هي القوة والتأثير الذي يتمتع بها داخل المنظمة. بالإضافة إلى أنه يجب ايضاً الاهتمام بتتبع من يسيء استخدام القوة والصلاحيات، فهذا الامر يأتي بنفس درجة الاهمية معرفة من يستخدم سلطته لتحقيق اهداف المنظمة، «فكل موظف في المنظمة له سلطة تعمل على زيادة السرعة في إنجاز الأمور». 

## نميمة
من البديهيات أن سياسة بيئة العمل تختلف عن النميمة والقيل والقال في المكتب، حيث أن الأشخاص المشاركين في سياسات بيئة العمل يفعلون ذلك بهدف الحصول على ميزة، في حين أن النميمة هي نشاط اجتماعي بحت. ومع ذلك، فإن الاثنين مرتبطان إلى حد ما، حيث أن الشخص يستخدم القيل والقال والاشاعات في المكتب ليعطي نفسه نقطة وقيمه تمكنه من التحكم في تدفق المعلومات، وبالتالي تحقيق منفعة. ويمكن للطبيعة السرية للسياسات التنظيمية لبيئة العمل ان تثير الشك في نوايا زملاء العمل، وبذلك يكون لها نفس الضرر -لما لدى النميمة- على المنظمة، لأن هذا الشك يخلق بيئة عمل عدائية. ولأن سياسات بيئة العمل تحدد الطريقة التي يتصرف بها زملاء العمل فيما بينهم، فقد يتفاعل الموظف بطريقة تعاونية (ايجابي) أو قد يكون تنافسي (سلبي).

## تلاعب
تكمن قضية التلاعب في جذور سياسات بيئة العمل، حيث يستخدم التلاعب من قبل شخص أو أكثر كوسائل غير مباشرة لتحقيق أهدافهم. ولأن الموارد محدودة في مكان العمل، غالبًا ما يتصرف الأفراد بطريقة غير اخلاقية لتحقيق أهدافهم على حساب زملائهم. على سبيل المثال، إذا تقدم ستة أشخاص بطلب للحصول على ترقية واحدة، فقد يتوقعون أن يتم الاختيار على أساس الجدارة فقط. إذا اعتقد أحد المرشحين أن هذا سيضعه في وضع غير ضعف، فقد يستخدم وسائل غير قانونية مثل الإكراه أو نفوذ لوضع نفسه في مكان أفضل. لاحقا، عندما يبدأ أولئك المتلاعبون في التحدث مع بعضهم البعض مباشرة -أو عندما تظهر أدلة أخرى مثل النتائج المالية- سيكون لدى المتلاعب حجة جاهزة لتصرفه، ولأنهم مدفوعون للبقاء في السيطرة فسوف يخططون ضد بعضهم، لا لمعاجلة السبب وراء هذا التصرف.

## أهداف
لا تؤدي أهداف سياسات بيئة العمل أو التلاعب في مكان العمل دائمًا في زيادة الأجور أو الترقية. فهي كثير من الأحيان، تهدف إلى استخدام القوة والصلاحيات لتحقيق غايات شخصية، أو لتشويه سمعة أحد المنافسين، أو تهدف إلى تحقق منافع المنظمات. وقد يستفيد المتلاعب من زملاءه عن طريق التخطيط سوياً لتحقيق اهداف مهنية أو شخصية،  وبذلك يضمن انه لن توجه له اصابع الإتهام وحيداً كمرتكب للمخالفات.

## مشاكل
تعتبر سياسة تنظيم بيئة العمل قضية أساسية في الأعمال التجارية لأن الأفراد المتلاعبون يستغلون علاقات العمل الخاصة، ويقومون بتضيع الوقت والموارد لتحقيق مكاسبهم الخاصة على حساب الفريق أو الشركة.
ولأن السياسة المنظمة لبيئة العمل لها الأثر الكبير على تشكيل الإستراتيجيات، وإعداد الميزانية، وإدارة الأداء، والقيادة. قد يتلاعب الموظفون بماهية المعلومات المنقولة، فقد يتم كتم معلومات أو نشر معلومات خاطئة، أو ارسالها للشخص الخاطئ، كل ذلك يؤدي إلى اتخاذ القرار الخاطئ المضر لمصلحة المنظمة، ليحقق المتلاعب مكاسب شخصية قصيرة المدى.

## ألعاب
إحدى طرق لدراسة طريقة استعمال السلطات في بيئة العمل والكشف على معلومات مفصلة هي تمثيلها في سلسلة من الألعاب. يمكن تحليل هذه الألعاب ووصفها من حيث نوع اللعبة والمكافأة. فالألعاب الشخصية هي ألعاب يتم لعبها بين أقران (مثل، لعبة "No Bad News" حيث يقوم الأفراد بمنع المعلومات السلبية، ولا تؤدي المكافأة إلى إثارة غضب شخص ما)؛ اما ألعاب القيادة فهي بين المشرف والموظف (مثل لعبة «فرق تسد» حيث يضع المشرف موظفيه ضد بعضهم البعض، مع مكافأة لا تهدد سلطته)؛ أخيراً تُلعب ألعاب الميزانية باستخدام موارد منظمة (مثل، لعبة "Sandbagging" حيث يتفاوض الأفراد على هدف مبيعات منخفض، وتكون المكافأة علاوة كبيرة). 

## التعامل مع السياسة التنظيمية
السياسة التنظيمية في حد ذاتها مشابهة للعبة، فهي تفتراض المخاطر تمامًا مثل أي رياضة تواصل. «يجب أن تُلعب بجدية وفهم كامل للمشهد التنظيمي واللاعبين (الموظفين) والقواعد.»  «ديناميكية الموقف تتطلب إعادة تقييم للاعبين وكيف يتناسبون مع المشهد.» شيء آخر يجب التنبه له هو التحالفات التي تم إجراؤها بالسابق لتعامل مع ظروف سابقة، يجب إعادة تقييمها بمجرد أن يتغير الوضع. فإن لبناء التحالفات القوية الأثر الأكبر لزيادة كفاءة عمل الرادار السياسي الجماعي والتنبه قبل نشوب النزاعات، فهي تسهل السيطرة على النزاعات في المنظمات، لان المعلومات المتناقلة هي معلومات صحيحة. وعمل الفرد لصالح منظمته هي الطريقة الأفضل لإزالة الشك من جدوى عمله. يعتقد L.A. Witt ، من جامعة نيو أورلينز، أنه إذا قام المشرفون بصياغة قيم الموظفين لتتناسب مع قيمهم الخاصة، فإن ذلك سيحمي الموظفين من الآثار السلبية للسياسات التنظيمية ويساعد على تحسين أدائهم.